# Vysšaja Liga 1981-1982 (pallacanestro)
La Vysšaja Liga 1981-1982 è stata la 48ª edizione del massimo campionato sovietico di pallacanestro maschile. La vittoria finale è stata appannaggio del CSKA Mosca.

## Prima fase
|  |     | Squadra            | G  | V  | P  | Pt |
|  | --- | ------------------ | -- | -- | -- | -- |
|  | 1.  | CSKA Mosca         | 22 | 18 | 4  | 40 |
|  | 2.  | Stroitel Kiev      | 22 | 18 | 4  | 40 |
|  | 3.  | Dinamo Mosca       | 22 | 14 | 8  | 36 |
|  | 4.  | Žalgiris Kaunas    | 22 | 13 | 9  | 35 |
|  | 5.  | SKA Kiev           | 22 | 11 | 11 | 33 |
|  | 6.  | Spartak Leningrado | 22 | 11 | 11 | 33 |
|  | 7.  | VEF Rīga           | 22 | 10 | 12 | 32 |
|  | 8.  | Statyba Vilnius    | 22 | 9  | 13 | 31 |
|  | 9.  | Stroitel' Kujbyšev | 22 | 8  | 14 | 30 |
|  | 10. | Dinamo Tbilisi     | 22 | 8  | 14 | 30 |
|  | 11. | RTI Minsk          | 22 | 7  | 15 | 29 |
|  | 12. | Kalev Tallin       | 22 | 5  | 17 | 27 |

## Seconda fase

### Poule qualificazione
|  |    | Squadra            | G  | V  | P  | PF   | PS   | PF/PS | Pt |
|  | -- | ------------------ | -- | -- | -- | ---- | ---- | ----- | -- |
|  | 1. | CSKA Mosca         | 36 | 30 | 6  | 3377 | 2947 | +430  | 66 |
|  | 2. | Stroitel Kiev      | 36 | 27 | 9  | 3116 | 2877 | +239  | 63 |
|  | 3. | Dinamo Mosca       | 36 | 23 | 13 | 3439 | 3328 | +111  | 59 |
|  | 4. | Žalgiris Kaunas    | 36 | 23 | 13 | 3232 | 3096 | +136  | 59 |
|  | 5. | Spartak Leningrado | 36 | 19 | 17 | 3020 | 2964 | +56   | 55 |
|  | 6. | VEF Rīga           | 36 | 15 | 21 | 3273 | 3417 | -144  | 51 |
|  | 7. | SKA Kiev           | 36 | 13 | 23 | 3240 | 3300 | -60   | 49 |
|  | 8. | Statyba Vilnius    | 36 | 10 | 26 | 3017 | 3255 | -238  | 46 |

### Poule retrocessione
|  |    | Squadra            | G  | V  | P  | PF   | PS   | PF/PS | Pt |
|  | -- | ------------------ | -- | -- | -- | ---- | ---- | ----- | -- |
|  | 1. | RTI Minsk          | 34 | 16 | 18 | 2854 | 2941 | -87   | 50 |
|  | 2. | Dinamo Tbilisi     | 34 | 15 | 19 | 2818 | 2948 | -130  | 49 |
|  | 3. | Stroitel' Kujbyšev | 34 | 11 | 23 | 2598 | 2733 | -135  | 45 |
|  | 4. | Kalev Tallin       | 34 | 10 | 24 | 2542 | 2720 | -178  | 44 |

## Poule scudetto
|  |    | Squadra         | G  | V  | P  | PF   | PS   | PF/PS | Pt |
|  | -- | --------------- | -- | -- | -- | ---- | ---- | ----- | -- |
|  | 1. | CSKA Mosca      | 39 | 32 | 7  | 3650 | 3211 | +439  | 71 |
|  | 2. | Stroitel Kiev   | 39 | 29 | 10 | 3370 | 3131 | +239  | 68 |
|  | 3. | Dinamo Mosca    | 39 | 24 | 15 | 3708 | 3611 | +97   | 63 |
|  | 4. | Žalgiris Kaunas | 39 | 24 | 15 | 3503 | 3362 | +141  | 63 |

## Squadra vincitrice
|  | Naz.                        | Ruolo | Sportivo           | Anno | Alt. |  |  |
|  | --------------------------- | ----- | ------------------ | ---- | ---- |  |  |
|  | Unione Sovietica (bandiera) |       | Igor' Afanas'ev    | 1964 | 182  |  |  |
|  | Unione Sovietica (bandiera) | P     | Sergej Bazarevič   | 1965 | 191  |  |  |
|  | Unione Sovietica (bandiera) |       | Igor' Balyberdin   | 1964 | 186  |  |  |
|  | Unione Sovietica (bandiera) |       | Andrej Bondarenko  | 1961 | 203  |  |  |
|  | Unione Sovietica (bandiera) |       | Sergej Borisov     | 1964 | 187  |  |  |
|  | Unione Sovietica (bandiera) | P     | Stanislav Erëmin   | 1951 | 181  |  |  |
|  | Unione Sovietica (bandiera) |       | Andrej Fadeev      | 1964 | 207  |  |  |
|  | Unione Sovietica (bandiera) |       | Viktor Glazov      | 1959 | 210  |  |  |
|  | Unione Sovietica (bandiera) | AP    | Aleksandr Gusev    | 1958 | 197  |  |  |
|  | Unione Sovietica (bandiera) | C     | Anatolij Kovtun    | 1960 | 206  |  |  |
|  | Unione Sovietica (bandiera) |       | Mirča Koželjanko   | 1959 | 206  |  |  |
|  | Unione Sovietica (bandiera) |       | Viktor Kuz'min     | 1961 | 203  |  |  |
|  | Unione Sovietica (bandiera) | G     | Rimas Kurtinaitis  | 1960 | 196  |  |  |
|  | Unione Sovietica (bandiera) | AG    | Andrej Lopatov     | 1957 | 205  |  |  |
|  | Unione Sovietica (bandiera) |       | Aleksandr Meleškin | 1958 | 185  |  |  |
|  | Unione Sovietica (bandiera) | P     | Valerij Miloserdov | 1951 | 188  |  |  |
|  | Unione Sovietica (bandiera) | AG    | Anatolij Myškin    | 1954 | 205  |  |  |
|  | Unione Sovietica (bandiera) | C     | Viktor Pankraškin  | 1957 | 212  |  |  |
|  | Unione Sovietica (bandiera) | A     | Viktor Petrakov    | 1949 | 200  |  |  |
|  | Unione Sovietica (bandiera) | C     | Sergej Smagin      | 1963 | 208  |  |  |
|  | Unione Sovietica (bandiera) |       | Dmitrij Škurdin    | 1963 | 207  |  |  |
|  | Unione Sovietica (bandiera) | AG    | Sergej Tarakanov   | 1958 | 203  |  |  |
|  | Unione Sovietica (bandiera) |       | Gennadij Tolmačёv  | 1961 | 185  |  |  |
|  | Unione Sovietica (bandiera) |       | Vladimir Voroncov  | 1961 | 190  |  |  |
|  | Unione Sovietica (bandiera) | ALL   | Sergej Belov       |      |      |  |  |